# Barker-Code
Der Barker-Code ist ein in der Nachrichtentechnik verwendeter Binärcode mit minimaler Autokorrelation, welcher im Bereich der Synchronisation und Radartechnik Verwendung findet. Er wurde 1953 von R. H. Barker entwickelt.

## Definition
Der Code stellt eine Sequenz von N Werten aj=±1 mit j = 1, …, N dar, deren Autokorrelation mit der um v verschobenen Sequenz für alle 1 ≤ v < N die Ungleichung
{\displaystyle \left|\sum _{j=1}^{N-v}a_{j}a_{j+v}\right|\leq 1\,}
erfüllt. Alternativ kann der Barker-Code auch durch die in der Digitaltechnik üblichen binären Werte 0 und 1 ausgedrückt werden. Die Multiplikation muss dann durch die XOR-Funktion ersetzt und die Berechnung der Autokorrelation entsprechend angepasst werden.
Es wird angenommen, dass Barker-Codefolgen mit einer Länge N größer als 13 nicht existieren. Es gibt jedoch ähnliche Codefolgen, z. B. den Williard-Code, welche allerdings im Gegensatz zu den Barker-Codes nicht perfekt sind und eine höhere Autokorrelation aufweisen.
Die folgende Tabelle enthält alle bekannten Barker-Codes. Barker-Codes sind perfekt, wobei perfekt bedeutet, dass die Autokorrelation für alle Verschiebungen betragsmäßig maximal 1 ist. Bei nicht vorhandener Verschiebung entspricht die Autokorrelation der Länge N der Sequenz. Triviale Umstellungen wie Negationen und Umkehrungen sind in der Tabelle ausgelassen:

Autokorrelation des Barker-Code mit Länge 7.

| Länge | Codefolge                              | Codefolge                              | Nebenkeule [dB] |
| ----- | -------------------------------------- | -------------------------------------- | --------------- |
| 2     | +1 −1                                  | +1 +1                                  | −6              |
| 3     | +1 +1 −1                               | +1 +1 −1                               | −9,5            |
| 4     | +1 −1 +1 +1                            | +1 −1 −1 −1                            | −12             |
| 5     | +1 +1 +1 −1 +1                         | +1 +1 +1 −1 +1                         | −14             |
| 7     | +1 +1 +1 −1 −1 +1 −1                   | +1 +1 +1 −1 −1 +1 −1                   | −16,9           |
| 11    | +1 +1 +1 −1 −1 −1 +1 −1 −1 +1 −1       | +1 +1 +1 −1 −1 −1 +1 −1 −1 +1 −1       | −20,8           |
| 13    | +1 +1 +1 +1 +1 −1 −1 +1 +1 −1 +1 −1 +1 | +1 +1 +1 +1 +1 −1 −1 +1 +1 −1 +1 −1 +1 | −22,3           |

## Anwendungen
Barker-Codes finden aufgrund ihrer geringen Autokorrelation in der Funktechnik bei „Direct Sequence Spread Spectrum“-Übertragungssystemen und im Bereich der Radartechnik bei dem Pulskompressionsverfahren Anwendung. Dabei dienen die Folgen in Verbindung mit Optimalfiltern dazu, Sendeimpulse mit sehr kleinem Signal-Rausch-Verhältnis zu detektieren.
Anwendungen im Bereich der Synchronisation unterteilen die zu übertragenen binären Nutzdaten in Abschnitte, welche mit einem Rahmen versehen werden. Der Empfänger eines solchen Rahmens muss diesen zuverlässig erkennen können. Zur Rahmensynchronisation wird das so genannte Synchronisationswort durch Verwendung eines Barker-Codes besonders stark hervorgehoben und ist damit leicht detektierbar. In dieser Eigenschaft wird der Barker-Code der Länge 11 zur Rahmensynchronisation im ISDN, auf der UK0-Schnittstelle, eingesetzt. Weitere Anwendungen zur Rahmensynchronisation liegen im Bereich von Bluetooth oder WLAN nach IEEE 802.11b. Das Funkmeldesystem der BOS verwendet einen Barker-Code der Länge 7.